# XXVI. Armeekorps
XXVI. Armeekorps var en tysk armékår under andra världskriget. Kåren sattes upp den 22 augusti 1939.

## Fall Gelb

### Organisation
Armékårens organisation den 8 juni 1940:
- 45. Infanterie-Division
- 34. Infanterie-Division

## Operation Barbarossa

### Organisation
Armékårens organisation den 22 juni 1941:
- 61. Infanterie-Division
- 217. Infanterie-Division

## Befälhavare
Kårens befälhavare:
- General der Artillerie Albert Wodrig 22  augusti 1939 - 1 oktober 1942
- General der Infanterie Ernst von Leyser  1 oktober 1942–1 juli 1943
- General der Panzertruppen Gustav Fehn  1 juli 1943–19 augusti 1943
- General der Infanterie Ernst von Leyser  19 augusti 1943–31 oktober 1943
- General der Infanterie Carl Hilpert  31 oktober 1943–1 januari 1944
- General der Infanterie Martin Grase  1 januari 1944–15 februari 1944
- General der Infanterie Anton Graßer  15 februari 1944–11 maj 1944
- Generalleutnant Wilhelm Berlin  11 maj 1944–15 juni 1944
- General der Infanterie Anton Graßer  15 juni 1944–6 juli 1944
- General der Infanterie Gerhard Matzky 6 juli 1944 - 8 maj 1945

Stabschef:
- Oberst Hermann Foertsch  21 oktober 1939–1 oktober 1940
- Oberst Richard-Heinrich von Reuß  8 oktober 1940–1 juli 1942
- Oberst Hans Christ  1 juli 1942–1 augusti 1943
- Oberst Karl-Friedrich Jessel  1 augusti 1943–1 april 1944